# (949) Hel
(949) Hel es un asteroide perteneciente al cinturón de asteroides descubierto el 11 de marzo de 1921 por Maximilian Franz Wolf desde el observatorio de Heidelberg-Königstuhl, Alemania.
Está nombrado por Hel, una diosa de la mitología nórdica.